# بورگوراتو آلساندرینو
بورگوراتو آلساندرینو (به ایتالیایی: Borgoratto Alessandrino) یک کومونه در ایتالیا است که در استان آلساندریا واقع شده‌است.

## خصوصیات
بورگوراتو آلساندرینو ۶٫۶ کیلومترمربع مساحت و ۶۰۷ نفر جمعیت دارد.